# Allotinus intricata
Allotinus intricata är en fjärilsart som beskrevs av Hans Fruhstorfer 1913. Allotinus intricata ingår i släktet Allotinus och familjen juvelvingar. Inga underarter finns listade i Catalogue of Life.